# Serguéi Reformatski
Serguéi Nikoláievich Reformatski (en ruso: Серге́й Никола́евич Реформа́тский; 20 de marzojul./ 1 de abril de 1860greg. - 28 de julio de 1934) fue un químico ruso.

## Vida
Hijo de un predicador en Borisoglebskoe, nació cerca de Ivánovo. Estudió en la Universidad de Kazan, donde fue alumno de Aleksandr Záitsev hasta 1882. Viajó a Alemania para completar sus estudios. Conoció a Viktor Meyer en la Universidad de Heidelberg y a Wilhelm Ostwald en la Universidad de Leipzig. 
Consiguió su doctorado en 1891. Al año siguiente fue nombrado profesor en la Universidad de Kiev, donde permaneció el resto de su vida.

## Trabajo
En 1887 descubrió la reacción de Reformatski, en la que un compuesto orgánico de zinc es el elemento clave. 
El uso del zinc en reacciones orgánicas era común en aquel tiempo, siendo posteriormente reemplazado de forma ventajosa por el magnesio. Esto no es posible para la reacción de ácidos α-clorados con cetonas, porque los compuestos basados en el magnesio de la reacción de Grignard son demasiado reactivos, derivando el proceso a otros productos. Esto hizo que la reacción de Reformatsky se haya mantenido como un método útil para la síntesis de β-hydroxy ácidos, que es difícil de obtener con otros procedimientos.